# Rasheed Wright
Rasheed Wright (Greensboro, Carolina del Norte; 27 de diciembre de 1980) es un exbaloncestista estadounidense que desarrolló toda su carrera en Francia, sobre todo en la LNB Pro B y la NM1, además de cuatro temporadas en la LNB Pro A, la primera división. Con 1,96 metros de estatura, jugaba en la posición de escolta.

## Trayectoria deportiva

### Universidad
Jugó cuatro temporadas con los Monarchs de la Universidad de Old Dominion, en las que promedió 10,2 puntos, 4,0 rebotes, 1,1 asistencias y 1,1 robos de balón por partido. En su última temporada fue incluido en el mejor quinteto defensivo de la Colonial Athletic Association.

### Profesional
Tras no ser elegido en el Draft de la NBA de 2003, comenzó su carrera profesional en el Saint-Vallier Basket Drôme de la NM1, el tercer nivel del baloncesto francés, donde permaneció durante tres temporadas. De allí pasó al Levallois SC de la Pro B, y al año siguiente alcanzaría finalmente la Pro A al fichar por el Jeanne d'Arc Vichy. Allí disputó una temporada, en la que promedió 7,3 puntos y 1,8 rebotes por partido.
En 2008 fichó por el Poitiers Basket 86 de la Pro B, equipo con el que conseguiría el ascenso a la Pro A esa misma temporada, jugando tres años más en el equipo, todas en la élite. La más destacada fue la primera de ellas, en la que acabó promediando 14,8 puntos y 3,6 rebotes por encuentro.
En 2012, tras dos meses en el Saint-Quentin Basket-Ball, fichó hasta el final de la temporada 2012-2013 por el Hyères-Toulon Var Basket de la Pro B. Acabó promediando 12,7 puntos y 2,9 rebotes por encuentro.
Al comienzo de la temporada 2014-2015, se unió al Saint-Vallier Basket Drôme en NM1, con el objetivo de llevar al club a Pro B. Participó con este club en dos Final Four de la categoría, incluida una organizada en casa, pero no logró su objetivo, acabando en tercera posición en ambas temporadas.